# Saint-Nizier-de-Fornas
Saint-Nizier-de-Fornas è un comune francese di 649 abitanti situato nel dipartimento della Loira della regione dell'Alvernia-Rodano-Alpi.

## Società

### Evoluzione demografica
Abitanti censiti